# فرودگاه تافینو
فرودگاه تافینو  (به انگلیسی: Tofino/Long Beach Airport) یک فرودگاه همگانی باربری با کد یاتا YAZ است که یک باند فرود بتن دارد و طول باند آن ۱٬۵۲۴ متر است. این فرودگاه در کشور کانادا قرار دارد و در ارتفاع ۲۴ متری از سطح دریا واقع شده است.

## شرکت‌های هواپیمایی و مقصدهای پروازی
| شرکت‌های هواپیمایی | مقصدهای پروازی            |
| ----------------- | ------------------------- |
| Orca Airways      | ونکوور، ویکتوریا          |
| KD Air            | ونکوور                    |
| کنمور ایر         | کمبل ریور، صحرایی بویینگ† |
| سن خوان ایرلاینز  | اناکورتز، بندر جمعه       |

† Must have passport or other valid documents to fly from Seattle to or from Tofino when purchasing tickets.